# Blue Reflection Ray
Blue Reflection Ray es una serie de televisión de anime que es un spin-off del videojuego de 2017, Blue Reflection, sirve como preludio del juego de 2021, Blue Reflection: Second Light y presenta un nuevo elenco de personajes. Se emitió de abril a septiembre de 2021.

## Personajes
Hiori Hirahara (平原 陽桜莉 Hirahara Hiori?)
 Seiyū: Manaka Iwami, Gina Sánchez (español latino)
Ruka Hanari (羽成 瑠夏 Hanari Ruka?)
 Seiyū: Haruka Chisuga, Leslie Gil (español latino)
Momo Tanabe (田辺 百 Tanabe Momo?)
 Seiyū: Yuka Takakura, Alicia Barragán (español latino)
Miyako Shirakaba (白樺 都 Shirakaba Miyako?)
 Seiyū: Hitomi Ōwada, Cynthia Chong (español latino)
Mio Hirahara (平原 美弦 Hirahara Mio?)
 Seiyū: Reina Ueda, María José Guerrero (español latino)
Nina Yamada (山田 仁菜 Yamada Nina?)
 Seiyū: Nina Tamaki, Azucena Miranda (español latino)
Uta Komagawa (駒川 詩 Komagawa Uta?)
 Seiyū: Rui Tanabe, Nycolle González (español latino)
Shino Mizusaki (水崎 紫乃 Mizusaki Shino?)
 Seiyū: Shiori Izawa, Alejandra Delint (español latino)
Ryōka Tachibana (橘 涼楓 Tachibana Ryōka?)
 Seiyū: Yurika Hirayama
Amiru Sumeragi (皇 亜未琉 Sumeragi Amiru?)
 Seiyū: Ayumi Mano

## Producción y lanzamiento
El 12 de febrero de 2021, se anunció una serie de televisión de anime spin-off del videojuego Blue Reflection de J.C.Staff llamada Blue Reflection Ray. La serie está dirigida por Risako Yoshida, con Akiko Waba escribiendo y supervisando guiones, Koichi Kikuta adaptando los diseños de personajes originales de Mel Kishida para la animación y Daisuke Shinoda componiendo la música de la serie. La serie se emitió del 10 de abril al 25 de septiembre de 2021 en el bloque de programación Animeism en MBS, TBS, BS-TBS. EXiNA interpretó el tema de apertura de la serie, "DiViNE", mientras que ACCAMER interpretó el tema de cierre de la serie, "Saishin". Eir Aoi interpretó el segundo tema de apertura de la serie, "Atokku", mientras que ACCAMER interpretó el segundo tema de cierre de la serie, "fluoresce". Funimation obtuvo la licencia de la serie fuera de Asia. Tras la adquisición de Crunchyroll por parte de Sony, la serie se trasladó a Crunchyroll obteniendo la licencia de la serie fuera de Asia. Mighty Media obtuvo la licencia de la serie en los territorios del sudeste asiático. La serie duró dos cursos consecutivos (temporadas).
El 28 de marzo de 2022, Crunchyroll anunció que la serie recibió un doblaje en español latino, que se estrenó el 9 de junio.